# Castillo de Edimburgo
El castillo de Edimburgo es una antigua fortaleza erigida sobre una roca de origen volcánico ubicada en el centro de la ciudad de Edimburgo, Escocia. Aunque existen restos humanos desde la Edad del Hierro, el primer castillo se construyó durante el reinado de David I (r. 1124-1153) y continuó como residencia real hasta 1633. Se encuentra emplazado en la cima de la calle Castle Rock, una de las cuatro calles que forman la Royal Mile. 
La fortaleza era una de las más importantes del Reino de Escocia, por lo que participó activamente en múltiples conflictos históricos desde las guerras de Independencia de Escocia en el siglo XIV hasta la rebelión jacobita de 1745. Algunos estudios en 2014 relevaron la existencia de 26 asedios en toda su historia, siendo «uno de los lugares más asediados de Gran Bretaña y uno de los más atacados del mundo». Actualmente sobreviven pocos edificios anteriores al Largo asedio de 1571-73 cuando las defensas fueron destruidas por bombardeos de artillería, con la excepción de la capilla de Santa Margarita del siglo XII, uno de los monumentos más antiguos de Edimburgo, el Palacio real y el gran salón del siglo XVI, aunque el interior fue modificado durante el periodo victoriano. 
El castillo también alberga las joyas de la Corona escocesa. El Ejército británico es responsable de algunas áreas del castillo, aunque su presencia actual es meramente ceremonial y administrativa. La mayoría de los edificios albergan museos. El castillo es la atracción turística de pago más visitada de Escocia y la segunda de Reino Unido con 2,2 millones de visitantes en 2019.
Cuatro de sus lados se hallan protegidos por abruptos acantilados, y el acceso al castillo queda limitado a una calle de pronunciada pendiente en el lado oriental del castillo. Antaño hubo un lago artificial en su zona norte. Este lago, llamado Nor'Loch (lago norte en español), fue desecado en época georgiana con la construcción de la Ciudad Nueva, para ser usado como albañal al aire libre y más tarde como parque. Fue a partir de este momento cuando la ciudadela perdió la mayor parte de su papel defensivo. El acceso al castillo se efectúa a través de la explanada, una amplia plaza pavimentada y de plano inclinado que se encuentra entre el castillo propiamente dicho y el final de la Royal Mile. Es en esta explanada donde se celebra anualmente el Military Tattoo, y es aquí donde en su día se organizaban los desfiles y diversos tipos de entrenamiento para la guarnición militar del castillo. La batería cilíndrica se denomina media luna. Al castillo se entra por un portal delante de la batería, que conduce a un camino que sube por la derecha hasta el patio en el centro de la fortaleza. 

## Historia

### Orígenes

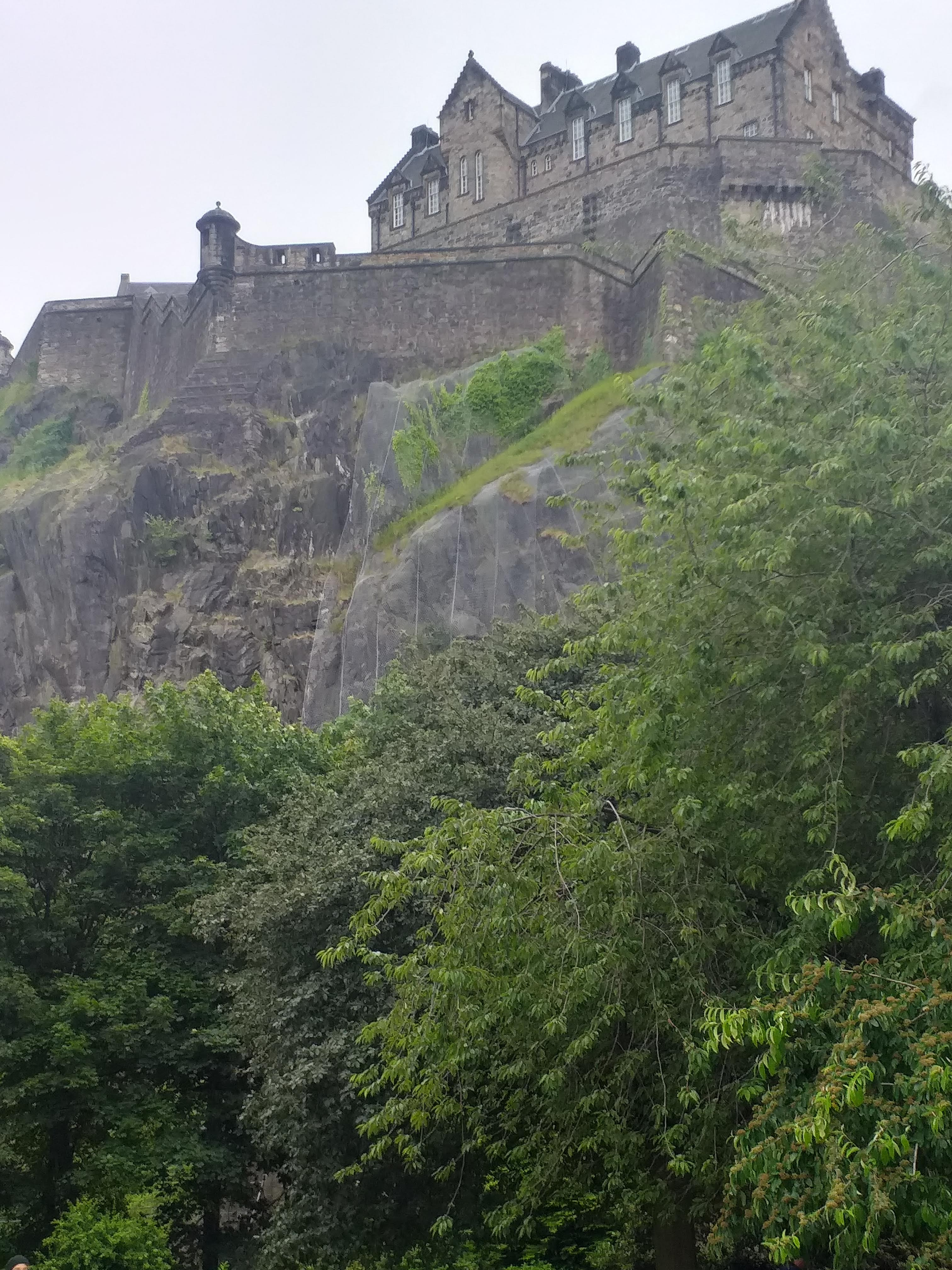
El castillo está construido sobre una roca volcánica.

La primera referencia de un castillo en Edimburgo se halla en la narración de Juan de Fordun sobre la muerte del rey Malcolm III (1031-1093). Fordun relata que su viuda, la futura Santa Margarita, reside en el «castillo de Maiden» cuando le traen las nuevas de su fallecimiento en noviembre de 1093. Fordun explica que Margarita murió de pena en unos días y que el hermano del rey, Donald Bane, asedió el castillo. Sin embargo, la crónica de Fordun no fue escrita hasta finales del siglo XIV, y las crónicas coetáneas del obispo Turgot sobre la vida de Santa Margarita no mencionan ningún castillo. Durante los reinados de Malcolm III y sus hijos, el castillo de Edimburgo se convirtió en uno de los epicentros de la realeza en Escocia. El rey Edgardo falleció en él en 1107.
El rey David I (r. 1124-1153) convirtió a Edimburgo en la capital real a través de sus reformas administrativas, la denominada Revolución davidiana, de hecho, entre 1139 y 1150, reunió en una asamblea a nobles y clérigos en el castillo. La mayoría de edificios o estructuras defensivas serían de madera, aunque se evidencian dos edificios de piedra desde el siglo XII: la capilla de Santa Margarita, en la cima de la roca, y otra iglesia dedicada a la Virgen, donde actualmente se alza el memorial de la Segunda Guerra Mundial. La mayoría de edificios de esta época se encontrarían alrededor de la capilla de Santa Margarita, en la zona norte, en una apariencia quizás similar a la del castillo de Carlisle, construida por David I en 1135. El rey Malcolm IV (r. 1153-1165) permaneció en Edimburgo más que en ningún otro lugar.
En 1174, Guillermo I (r. 1165-1214) fue capturado por los ingleses en la batalla de Alnwick, siendo obligado a firmar el Tratado de Falaise para garantizar su libertad, a cambio de entregar los castillos de Edimburgo, Berwick, Roxburgo y Stirling al rey inglés Enrique II. La fortaleza fue ocupada por los ingleses durante doce años hasta 1186, cuando Guillermo lo recuperó gracias a la dote de su futura esposa inglesa Ermengarda de Beaumont, quien había sido seleccionada para él por el rey Enrique.

### Guerras de Independencia de Escocia

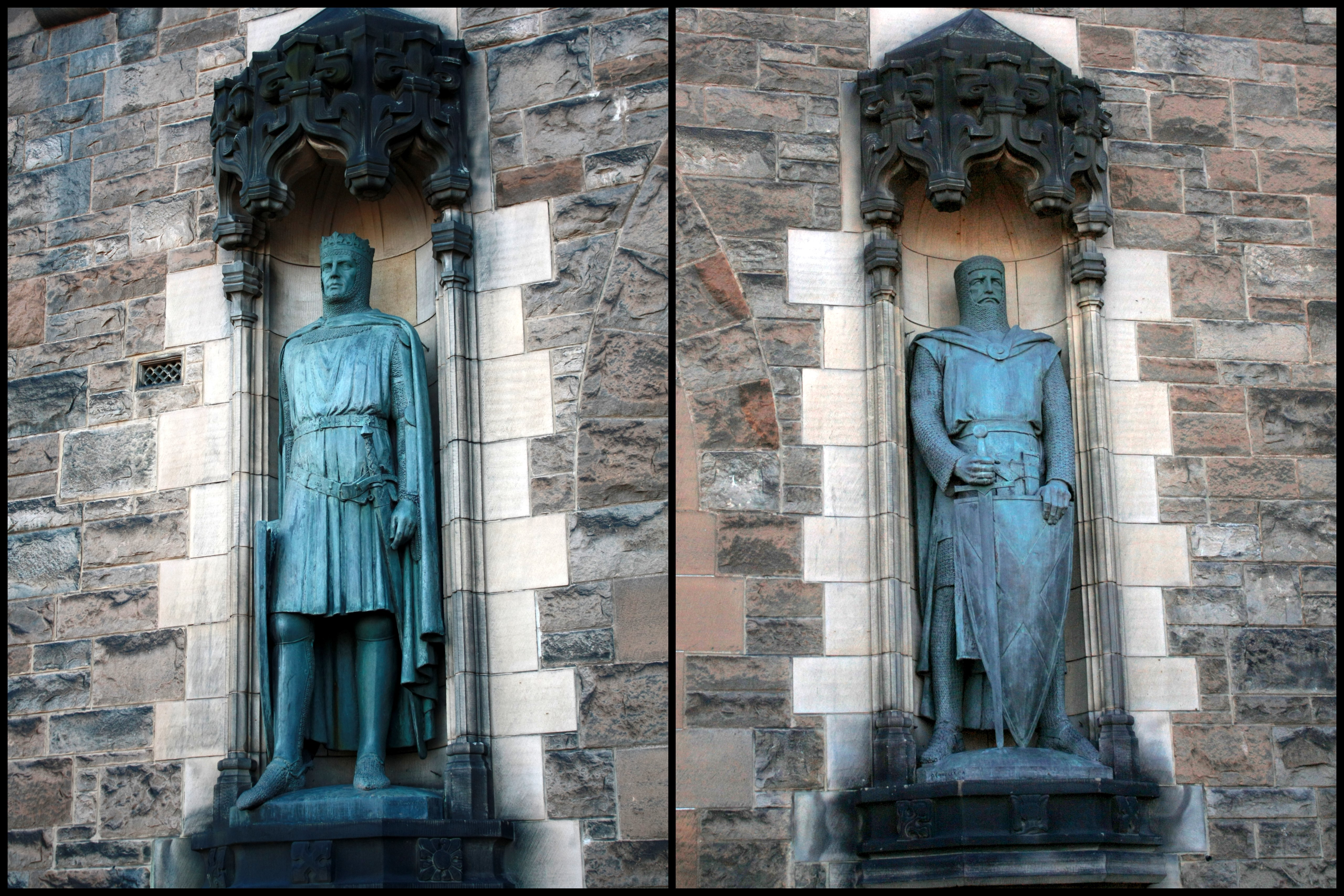
En 1929 se añadieron a la puerta de entrada las esculturas de Roberto I de Escocia y William Wallace.

Tras la muerte de Alejandro III en 1286, el trono escocés quedó vacante. Eduardo I de Inglaterra fue elegido para arbitrar entre los candidatos a la corona, aunque aprovechó la oportunidad para establecerse como señor feudal de Escocia. Durante las negociaciones, Eduardo se hospedó brevemente en el castillo de Edimburgo y quizás recibió pleitesía de los nobles escoceses. En marzo de 1296, Eduardo comenzó la invasión de Escocia, provocando la primera de las guerras de Independencia de Escocia. El castillo pronto cayó bajo el yugo inglés tras tres jornadas de bombardeos. Tras el asedio, Eduardo trasladó numerosas crónicas y tesoros reales del castillo a Inglaterra e instaló una guarnición de 352 hombres en el año 1300. Sin embargo, tras la muerte de Eduardo en 1307, el control inglés sobre Escocia comenzó a decaer y en 1314 un ataque sorpresa de Thomas Randolph, I conde de Moray, recuperó el castillo y Roberto I aseguró la plaza tras la victoria en la batalla de Bannockburn.
Eduardo III de Inglaterra intentó volver a subyugar Escocia apoyando la causa de Eduardo Balliol, hijo del antiguo rey John Balliol, por encima del hijo de Roberto I, el futuro David II. Eduardo invadió Escocia en 1333, comenzando la segunda de las guerras de Independencia de Escocia, y los ingleses volvieron a conquistar el castillo de Edimburgo en 1335 hasta 1341. Esta vez fue recuperado por William Douglas, señor de Liddesdale, quien se disfrazó de comerciante de Leith para traer suministros a los soldados y consiguió asesinar a los cien ingleses ubicados en la fortaleza.

### La torre de David y elsigloXV

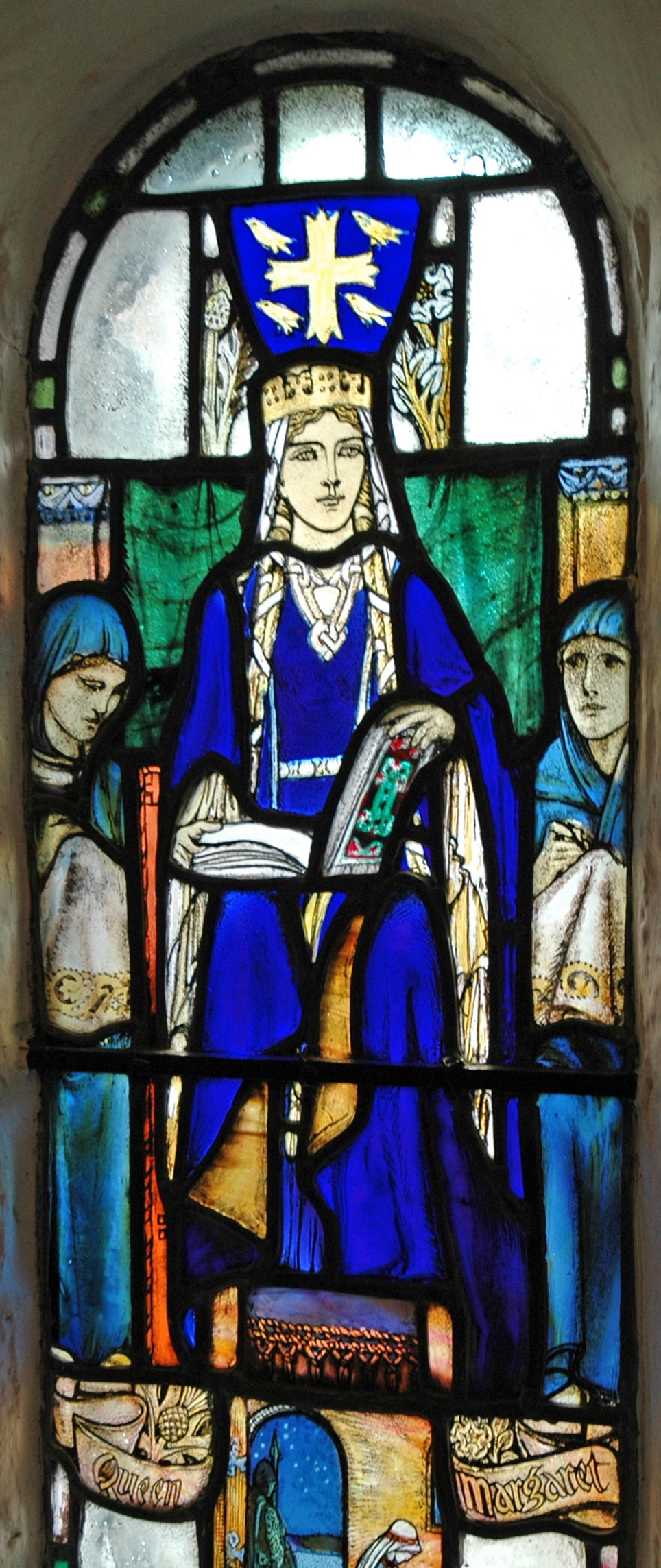
Santa Margarita representada en una de las vidrieras de la capilla del castillo de Edimburgo.

Finalmente, el Tratado de Berwick concluyó las Guerras de independencia. David II recuperó el trono y reconstruyó el castillo, que se convirtió en la capital del gobierno. La torre de David se construyó en torno a 1367 y estaba incompleta a la muerte del rey en 1371, por lo que tuvo que ser finalizada esa década en el reinado de Roberto II. La torre se encuentra en la actual batería de la Media Luna y estaba conectada por un lienzo de muralla a la pequeña torre circular de Constable, construida entre 1375 y 1379 donde actualmente se ubica la puerta Portcullis.
A comienzos del siglo XV se produjo otra invasión inglesa, esta vez liderada por Enrique IV, que llegó a asediar el castillo de Edimburgo, aunque finalmente tuvieron que retirarse por falta de suministros. A partir de 1437 William Crichton fue nombrado guardián del castillo y pronto se convirtió en Lord Canciller de Escocia. En un intento de obtener la regencia de Escocia, Crichton convocó a los líderes de la familia Douglas, dos niños, en el castillo en noviembre de 1440 y los ejecutó en presencia de Jacobo II (r. 1437-1460), que contaba con diez años. En esta época se construyeron los apartamentos reales, formando el núcleo principal del futuro palacio, y el gran salón ya existía en 1458. En 1464 se mejoró el acceso al castillo con la construcción de la actual carretera.

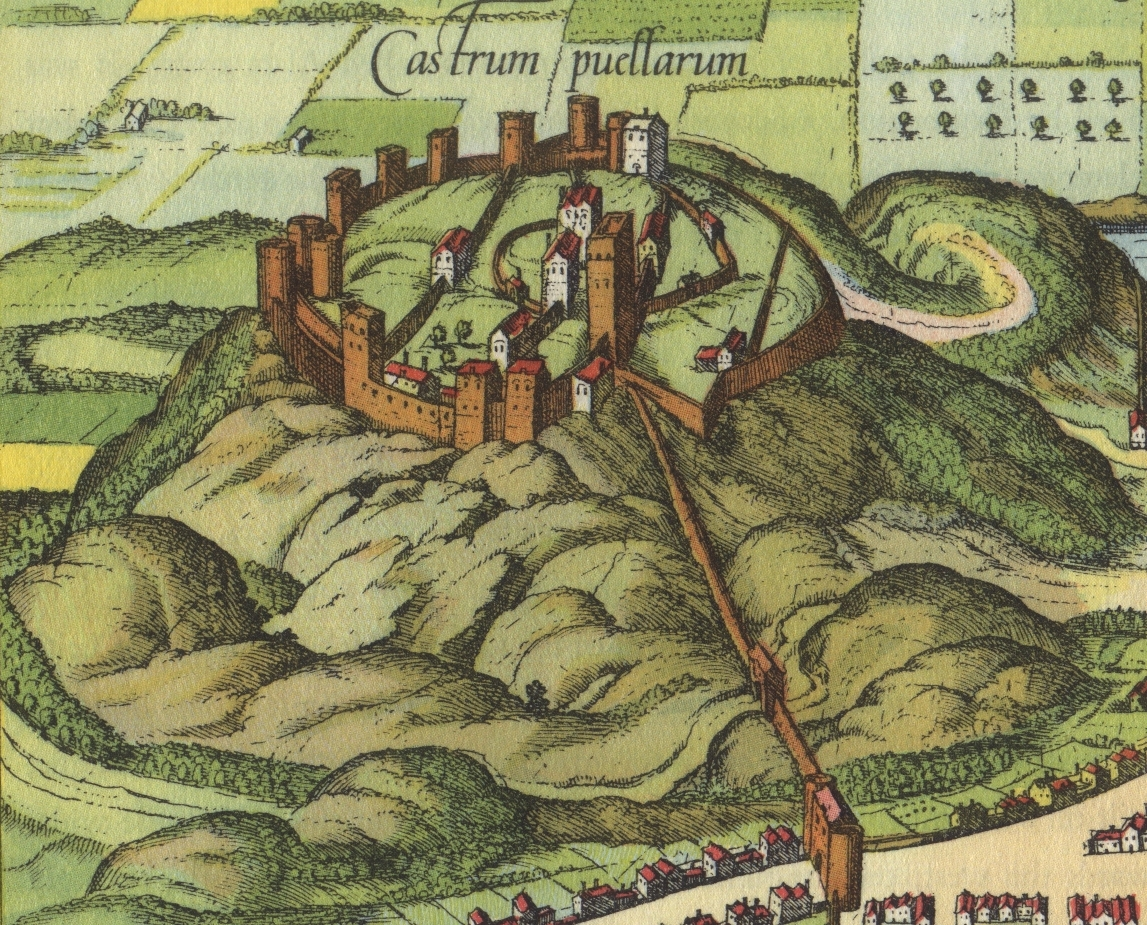
Una representación del castillo de 1581 del cartógrafo alemán Georg Braun, mostrando la torre de David en el centro.

En 1479, Alejandro Estuardo, duque de Albany, fue encarcelado en la torre de David por conspirar contra su hermano el rey Jacobo III (r. 1460-1488). Escapó emborrachando a los guardias y descendiendo por la ventana con una cuerda. El duque huyó a Francia y más tarde a Inglaterra, donde se alió con el rey Eduardo IV. En 1482, Albany marchó a Escocia con Ricardo, duque de Gloucester y futuro Ricardo III, y un ejército inglés. Jacobo III estuvo atrapado en el castillo entre el 22 de julio y el 29 de septiembre de 1482 hasta que negoció un acuerdo.
Durante el siglo XV el castillo amplió sus funciones como arsenal y fábrica de armamento. La primera compra de un arma fue en 1384 y la «gran bombarda» Mons Meg fue entregada en Edimburgo en 1457. La primera mención de un arsenal para la fabricación de armas fue en 1474 y en 1498 el maestro artillero Robert Borthwick estaba realizando armas de bronce en Edimburgo. En 1511 Edimburgo era la principal fundición en Escocia, sustituyendo al castillo de Stirling, con escoceses y europeos liderados por Borthwick, quien fue nombrado en 1512 «maestro de la fundición de armas del rey». La producción incluía armas para el buque insignia escocés, el «Great Michael», y el «Seven Sisters», una colección de cañones capturados por los ingleses en la batalla de Flodden en 1513. Thomas Howard, el lord almirante de Inglaterra, admiró su forma y su brillante acabado, declarando que eran los mejores cañones por su tamaño y longitud que había visto. Más adelante neerlandeses produjeron culebrinas, mientras que franceses sustituyeron a Brothwick con la producción de arcabuces, existiendo unos 413 ejemplares en 1541.
Mientras tanto, la familia real comenzó a pernoctar con más frecuencia en la abadía de Holyrood, a un kilómetro y medio del castillo. A finales del siglo XV, el rey Jacobo IV (r. 1488-1513) construyó el palacio de Holyrood junto a la abadía y la convirtió en su principal residencia de Edimburgo y la función de residencial de la realeza del castillo comenzó a decaer. Jacobo IV, sin embargo, construyó el gran salón, siendo concluido a principios del siglo XVI. Su hija Margaret Stewart se hospedó en el castillo con su sirvienta Ellen More.

### SigloXVIy el Largo asedio

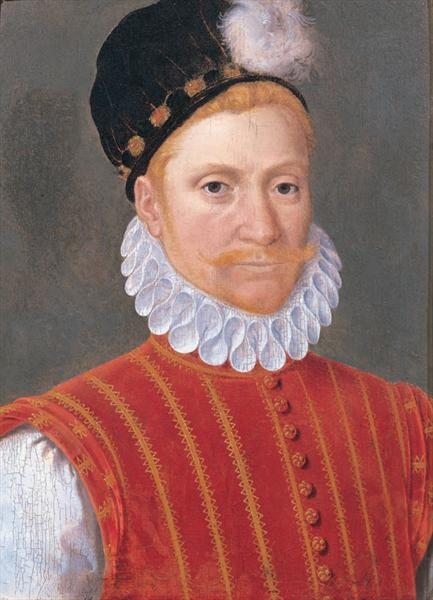
William Kirkcaldy de Grange retuvo el castillo en nombre de la reina María I de Escocia durante el Largo asedio (1571-73). Obra de Jean Clouet.

Durante el Incendio de Edimburgo en mayo de 1544 la ciudad fue conquistada, aunque el castillo consiguió defenderse. En 1548 se construyó el Spur, uno de los primeros ejemplos de bastiones de traza italiana de Gran Bretaña, con los restos del castillo de Brunstane, antiguo hogar del traidor Alexander Chichton. El Spur pudo haber sido diseñado por Migliorino Ubaldini, ingeniero italiano de la corte de Enrique II de Francia, incluso se decía que tenía el escudo de Francia esculpido. La viuda de Jacobo V, María de Guisa, dirigió su regencia en el castillo desde 1554 hasta su muerte en 1560.
En 1561 María I de Escocia regresó de Francia para comenzar su reinado y pronto contrajo matrimonio con Enrique Estuardo, con quien tuvo al futuro Jacobo VI, quien uniría las coronas de Escocia e Inglaterra, en una pequeña estancia del castillo. Enrique Estuardo fue asesinado unos años más tarde, y María se casó con el principal sospechoso, James Hepburn, hecho que enfureció a la nobleza, quien la encarceló en el castillo de Lochleven y forzó su abdicación. El castillo de Edimburgo fue entregado por el capitán James Balfour al regente Jacobo Estuardo, quien había forzado la abdicación de María y actuaba como regente en nombre del infante Jacobo VI. Tras la batalla de Langside en 1568, Moray nombró a William Kirkcaldy de Grange como guardián del castillo.
Tras el asesinato del regente Jacobo Estuardo, Grange comenzó a apoyar el bando de María I, ocupando el castillo y la ciudad en su nombre contra el nuevo regente el conde de Lennox. Esta guerra civil intermitente es conocida como el «Largo asedio», debido a que duró dos años. Los partidarios del regente pidieron ayuda a Isabel I de Inglaterra, ya que no tenían los medios para asediar el castillo y temían que Grange pidiera ayuda a Francia o al duque de Alba en los Países Bajos Españoles. Isabel I envió embajadores para negociar y, aunque se pactó una tregua y la ciudad se conquistó, el castillo continuó bajo poder de Grange, quien medio año más tarde atacó la ciudad y, a pesar de que envenenaron los pozos, Grange no se rendía. Ese mismo año llegaron mil soldados ingleses a Edimburgo y realizaron más de 3000 disparos al castillo, destruyendo el muro sur de la torre de David y la torre de Constable. Grange finalmente pactó la rendición el 28 de mayo, prefiriendo rendirse ante los ingleses que ante al regente Morton. El castillo de Edimburgo fue entregado a George Douglas de Parkhead, hermano del regente, y aunque se permitió marchar a los soldados, Grange, su hermano James y dos joyeros que habían acuñado monedas con el nombre de María fueron ahorcados en Edimburgo el 3 de agosto.

### Nueva Escocia y guerra civil

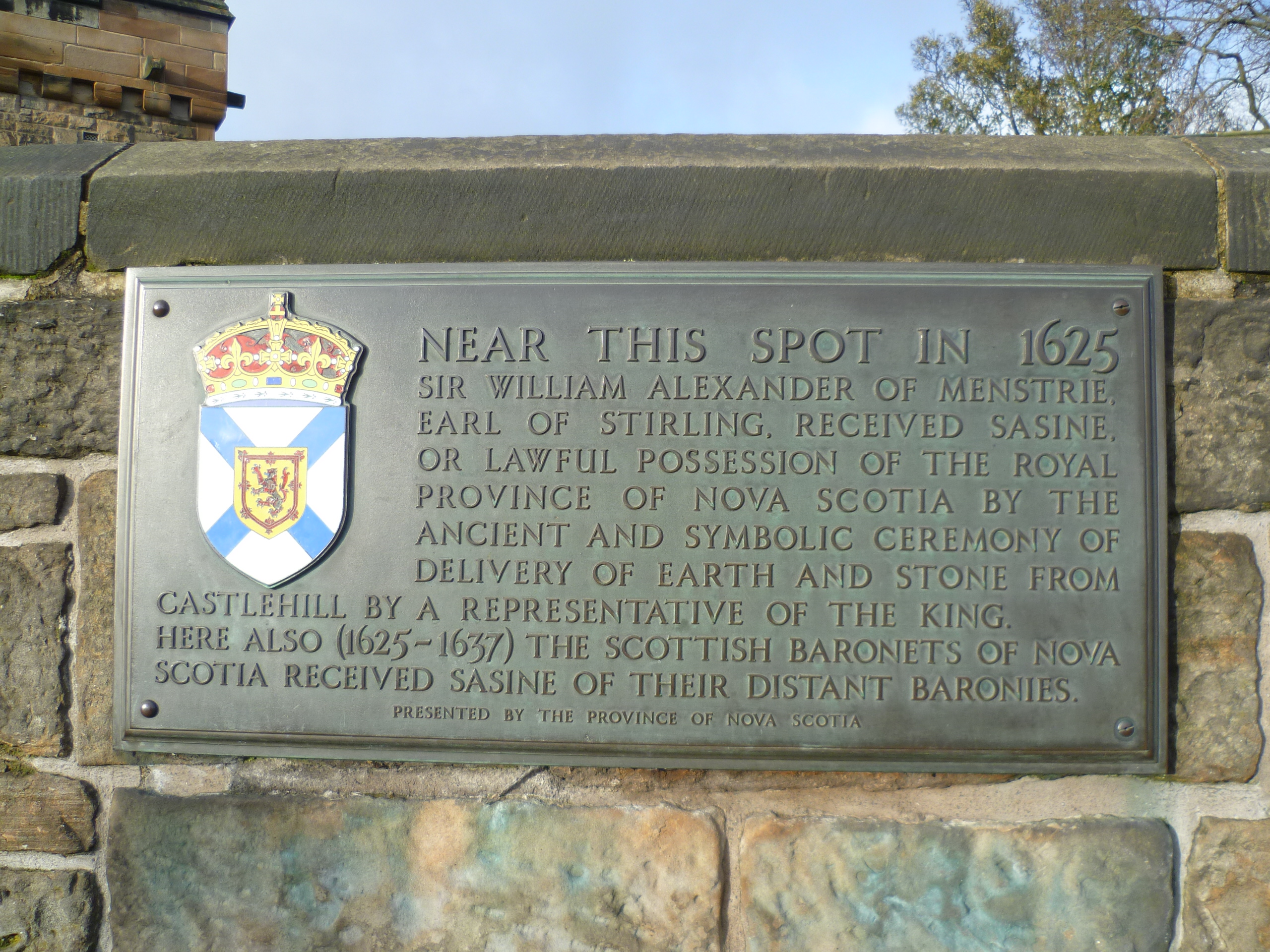
Placa que conmemora la entrega a William Alexander de sus tierras en Nueva Escocia.

Gran parte del castillo fue reconstruido por el regente Morton, incluyendo el Spur, la puerta de Portcullis y la nueva batería de la Media Luna que, aunque era de grandes dimensiones, se considera inefectiva y anticuada por los historiadores, seguramente por la escasez de recursos. El palacio quedó infrautilizado, especialmente tras la marcha de Jacobo VI a Inglaterra en 1603, y, aunque celebró cortes en el renovado palacio, continuó pernoctando en Holyrood. En 1621, el rey Jacobo entregó a William Alexander las tierras entre Nueva Inglaterra y Terranova, denominada Nueva Escocia. Cuando un baronet ocupaba nuevos territorios, la ley escocesa establecía traer tierra y piedras desde ese lugar, aunque se encontraba tan lejano, que el rey permitió que alternativamente se hiciera en el «castillo de Edimburgo ya que es el lugar más ilustre de Escocia».
El rey Carlos I visitó el castillo en una ocasión, celebrando una fiesta en el gran salón y pernoctando la noche anterior de su coronación escocesa en 1633; esta fue la última vez que un monarca pernoctó en la fortaleza. En 1639, en respuesta a los intentos de Carlos de imponer el episcopalismo en la Iglesia de Escocia, comenzó la Guerra de los Obispos entre las fuerzas realistas y los Covenanters. Estos últimos, liderados por Alexander Leslie, capturaron el castillo de Edimburgo tras un breve asedio, aunque Carlos lo recuperó tras la Paz de Berwick en junio de ese año. La paz, sin embargo, duró poco tiempo y los Covenanters recuperaron el castillo tras un asedio de tres meses. El Spur fue gravemente dañado y se demolió en 1640. El comandante realista James Graham, I marqués de Montrose, fue encarcelado aquí tras su cautiverio en 1650. Ese mismo año los Covenanters firmaron el Tratado de Breda, aliándose con el exiliado Carlos II contra los parlamentarios, quienes habían ejecutado a su padre un año antes. En respuesta al apoyo monárquico, Oliver Cromwell invadió Escocia y el castillo fue conquistado tras tres meses de asedio, causando grandes daños.

### Rebeliones jacobitas

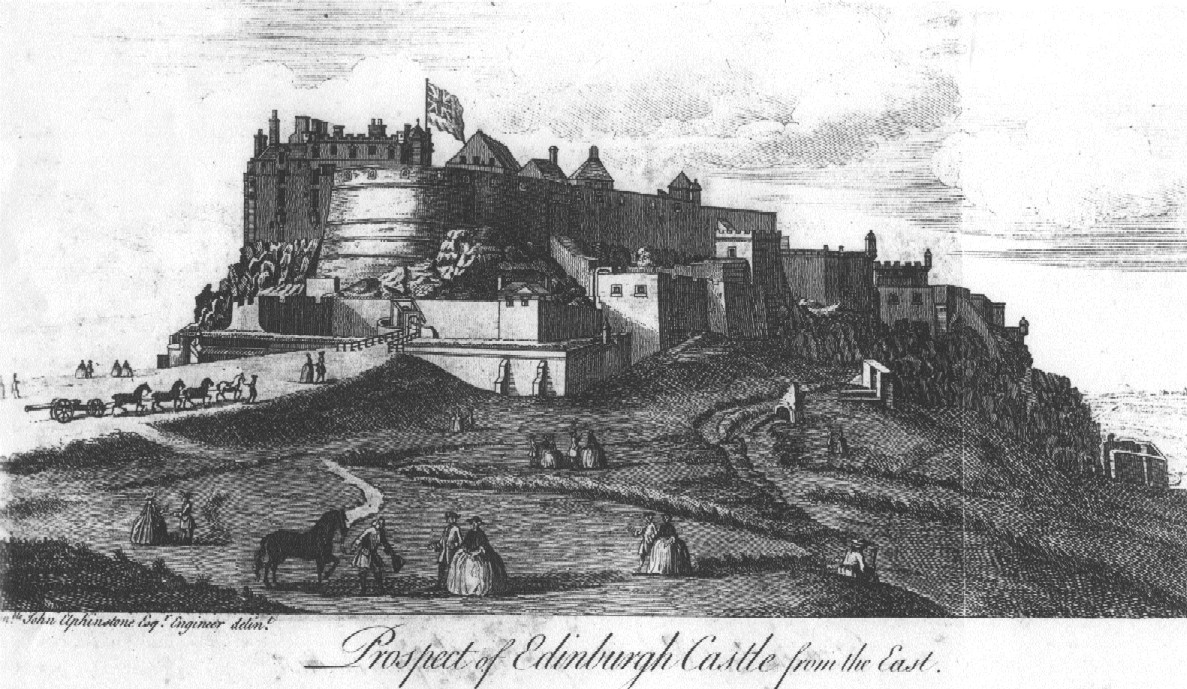
Un grabado del castillo en 1753.

Tras la Restauración monárquica en 1660, Carlos II decidió mantener una guarnición en el castillo, basada en el Nuevo Ejército Modelo, que continuó hasta 1923. El marqués de Argyll fue encarcelado en 1661 tras al regreso del monarca, y su hijo también fue recluido dos décadas más tarde tras dirigir una fallida rebelión contra Jacobo VII. A pesar de este fracaso, Jacobo VII fue depuesto y exiliado debido a la Revolución gloriosa de 1688, que convirtió a Guillermo de Orange en rey de Inglaterra. El católico gobernador del castillo el duque de Gordon se negó a rendir la plaza. En marzo de 1689 se congregaron más de 7000 soldados contra la guarnición de 160 hombres, aunque aguantaron más de tres meses de asedio hasta su rendición el 14 de junio y una pérdida de 70 hombres.
Durante la rebelión jacobita de 1715 a favor del Viejo Pretendiente, el castillo casi cayó en manos jacobitas, aunque las escalas de asedio eran demasiado cortas para alcanzar el paseo de ronda de la muralla, por lo que dieron la voz de alarma y los jacobitas huyeron.

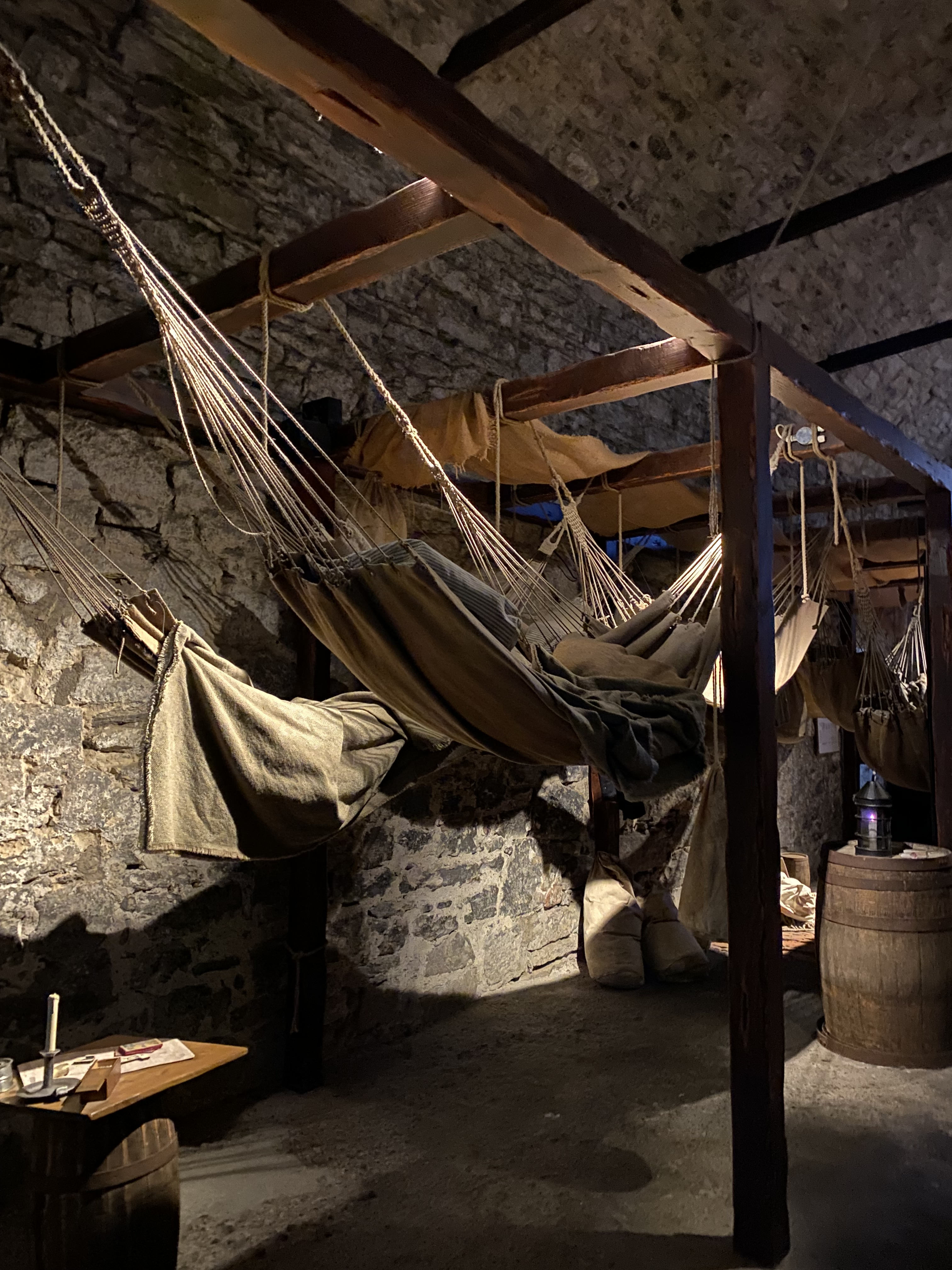
Cárceles de la mazmorra del castillo de Edimburgo.

 La última acción militar del castillo tuvo lugar durante la rebelión jacobita de 1745, cuando Carlos Eduardo Estuardo conquistó Edimburgo sin derramar sangre en septiembre de ese año, aunque el castillo se mantuvo en manos del gobernador George Preston. Tras la victoria jacobita en la batalla de Prestonpans el 21 de septiembre, asediaron el castillo, y el gobernador comenzó a atacar la ciudad y posiciones jacobitas, por lo que Carlos Eduardo Estuardo decidió finalizar el asedio debido a la carestía de armas pesadas para contraatacar.
Las bóvedas del castillo se utilizaron en varias ocasiones para albergar prisioneros de guerra, por ejemplo, durante la guerra de los Siete Años, la guerra de Independencia de los Estados Unidos y las guerras napoleónicas. Además, se construyeron nuevos edificios como la casa del gobernador en 1742 y las nuevas barracas en 1799.

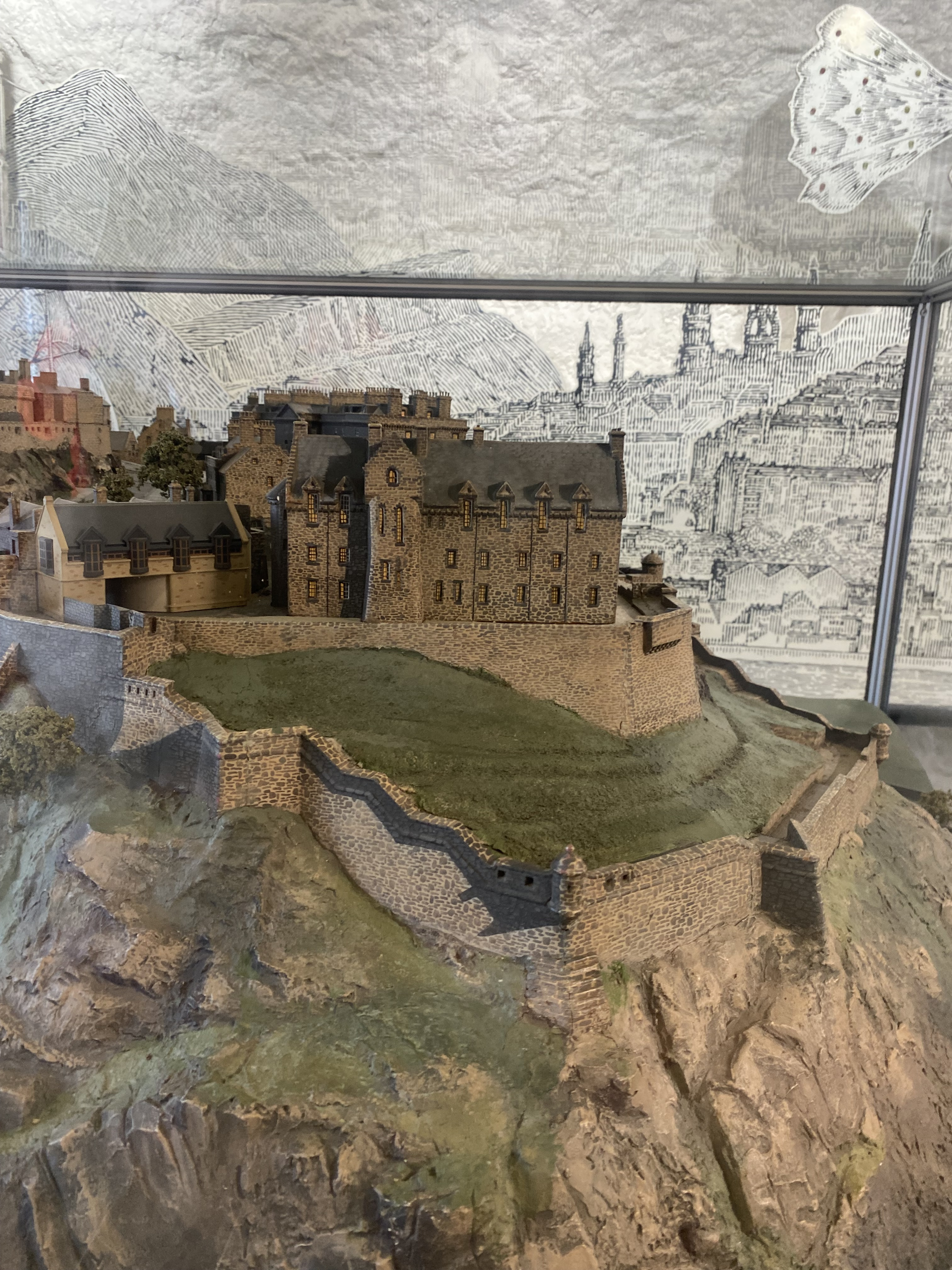
Maqueta del castillo de Edimburgo.

### Últimas modificaciones
La huida de 49 prisioneros en 1811 en una abertura en el muro provocó que cesara su uso como prisión en 1814 y comenzara a considerarse un monumento nacional. En 1818 Walter Scott redescubrió las joyas de la Corona escocesa, incluyendo la corona real, que se creían perdidas en una habitación sellada. En 1822 Jorge IV visitó el castillo, siendo el primer monarca desde Carlos II. En 1829 la bombarda Mons Meg regresó desde la Torre de Londres, donde había permanecido desde la rebelión jacobita de 1745, y el palacio comenzó a recibir visitas durante la siguiente década. La capilla de Santa Margarita fue redescubierta en 1845, usada como almacén hasta entonces, y un nuevo acceso fue construido en 1888.

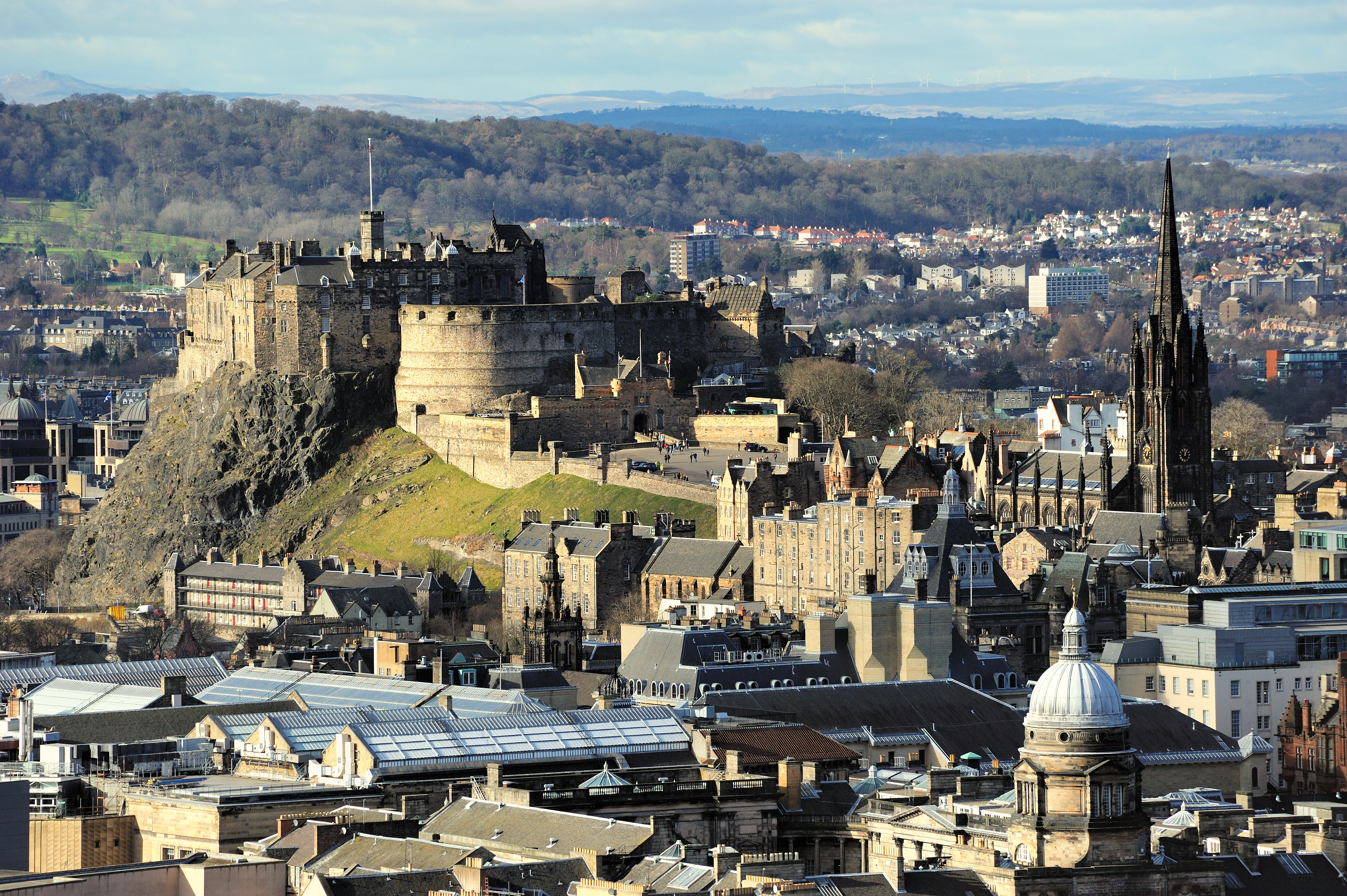
Vista del castillo.

En 1905 la gestión del castillo se transfirió desde el Oficina de Guerra al de Obras, aunque la guarnición continuó en la fortaleza hasta 1923, cuando las tropas se trasladaron a Redford Barracks al suroeste de Edimburgo. Durante la Primera Guerra Mundial David Kirkwood estuvo encarcelado en el mismo, mientras que pilotos de la Luftwaffe fueron capturados en la Segunda Guerra Mundial. La gestión pasó a la Historic Scotland en 1991 tras su fundación y fue declarado Monumento planificado en 1993. Fue incluido como Patrimonio de la Humanidad por la Unesco en 1995 como parte de Edimburgo.

## Diversos centros de interés
En el interior se presentan varias exposiciones y museos, entre los cuales destacan:
- Los Honores de Escocia, donde se encuentran las joyas de la Corona escocesa y los objetos del tesoro real escocés.
- La Piedra de Scone, también conocida como "Piedra del Destino", sobre la que se coronaban los reyes escoceses.
- El Memorial Nacional de la Guerra de Escocia.
- Mons Meg, un enorme cañón de sitio del siglo XV.
- El cañón de la una en punto, que dispara cada día a dicha hora.
- La capilla de Santa Margarita, el edificio más antiguo de la fortaleza y de la ciudad.